# Oakington
Oakington – wieś w Anglii, w hrabstwie Cambridgeshire, w dystrykcie South Cambridgeshire. Leży 8 km na północny zachód od miasta Cambridge i 85 km na północ od Londynu. Miejscowość liczy 1297 mieszkańców.